# Сичко Лариса Іванівна
Лари́са Іва́нівна Сичко́ (нар. 1 травня 1959) — українська письменниця.

## Біографія
Народилася 1 травня 1959 р., як записано у метриці, а насправді 26 квітня 1959 р. в с. Уяринці Тиврівського району на Вінниччині. Закінчила Вінницький політехнічний інститут (1984), 35 років працювала інженером у Вінницькому проектному інституті.

Живе у м. Вінниці.

## Літературна діяльність
Прозаїк, поетеса. Авторка 2-х книг: оповідань «Невигадані історії мого дитинства» (2016) та повісті «В'яр» (2018). Друкується в альманахах, журналах та періодиці. Учасниця вінницького обласного літературного об'єднання «Автограф».

Лауреат літературного конкурсу «Малахітовий носоріг» (2016), фестивалів «Підкова Пегаса» (2016), «Барви народного мистецтва» (2017), «Садок вишневий біля хати» (2018, 2019), літературно-мистецької премії «Кришталева вишня» (2018), літературної ім. М. Стельмаха (2023).

Член НСПУ з 2019 р.
|                        | Вона справді талановита, оригінальна і вдумлива авторка, вміє зосереджуватись на суттєвих деталях, на символічних ситуаціях, вдало компонує сюжетні розгалуження. Їй вдається рельєфно та панорамно виписати гострі соціальні проблеми, які стосуються чи то побутового, сімейного життя, чи національного державотворення. Загалом – близько до реального життя. |
| — Василь Кобець (2019) | |